# Campionato mondiale Formula TT
Il Campionato mondiale Formula TT è stato un campionato motociclistico riservato a moto spinte da motori derivati dalla serie disputatosi dal 1977 al 1990.

## Contesto
La nascita della Formula TT si deve all'eliminazione del Tourist Trophy dal Motomondiale. La gara dell'Isola di Man, che fino agli anni sessanta era una delle più importanti al mondo, con gli anni settanta iniziò a perdere di rilievo, e con la morte di Gilberto Parlotti nell'edizione 1972 assistette a un progressivo boicottaggio da parte di tutti i piloti più importanti, primo fra tutti il pluricampione del mondo Giacomo Agostini.
Al fine di compensare la perdita dello status di gara del Mondiale, le autorità sportive dell'Isola di Man, in collaborazione con l'"Auto-Cycle Union" (l'ente che governa lo sport motociclistico in Gran Bretagna, Isola di Man e Isole del Canale) e con l'approvazione della FIM, istituirono per il 1977 il Campionato del Mondo "Formula TT".

## Regolamento tecnico

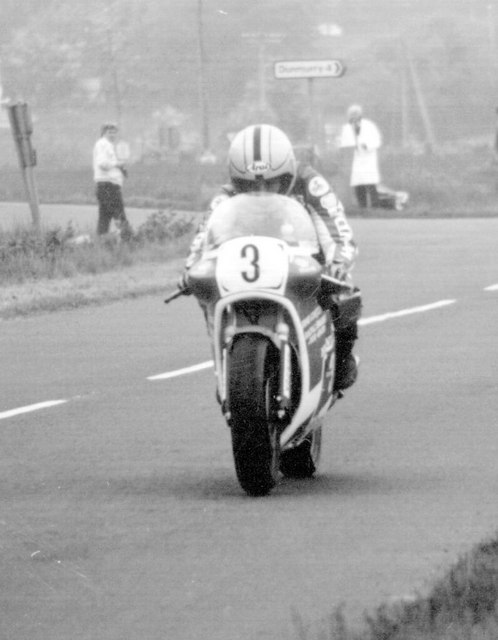
Joey Dunlop, cinque volte campione del mondo Formula TT, in azione al GP dell'Ulster 1982

Il campionato, ispirato alle gare americane per derivate di serie, prevedeva la massima libertà di elaborazione per telaio e sospensioni, mentre il motore era sottoposto a più stringenti limiti di elaborazione: in pratica erano prototipi spinti da motori molto simili alle loro controparti stradali.

Le moto che vi partecipavano erano suddivise in tre categorie, che gareggiavano separatamente:
- Formula 1: moto a 4 tempi da 600 a 1000 cm³ (dal 1984 fino a 750 cm³[4][5]) e moto a 2 tempi da 350 a 500 cm³;
- Formula 2: moto a 4 tempi da 400 a 600 cm³ e moto a 2 tempi da 250 a 350 cm³;
- Formula 3: moto a 4 tempi da 200 a 400 cm³ e moto a 2 tempi da 125 a 250 cm³.

Le motociclette omologabili per la Formula TT dovevano essere disponibili al pubblico prima del 1º marzo della stagione in corso, in almeno 1.000 unità e con un certificato di omologazione garantito dal produttore e dovevano soddisfare inoltre i seguenti requisiti:
- il motore deve funzionare con benzina commerciale;
- la motocicletta deve rispettare la Convenzione di Ginevra del 1949 sulle moto stradali;
- il telaio e le sospensioni sono liberi;
- devono avere l'impianto elettrico completo;
- devono essere dotata di avviamento e alternatore-generatore;
- È severamente vietato modificare i seguenti componenti:
  - tipo di motore,
  - numero dei cilindri,
  - corsa dei pistoni,
  - materiale e forma di cilindri, teste dei cilindri, carters e scatola del cambio,
  - numero, tipo e dimensioni del carburatore e del diffusore,
  - Anche se sono consentite 6 velocità, nessuna alterazione è ammessa alla scatola del cambio;
- la capacità massima del serbatoio del carburante è di 24 litri;
- il motore Wankel è considerato come un motore a quattro tempi;
- sono consentite le seguenti modifiche:
  - diametro dei cilindri (alesaggio) (fino alla cilindra massima ammessa),
  - Impianto di scarico, a condizione che il rumore non superi i 115 dBA, con una velocità lineare del pistone di 13 m/s (per i motori a 2 tempi) a 11 m/s (per i motori a 4 tempi).

Il regolamento tecnico inoltre prevedeva che fossero permesse tutte le modifiche alla moto non espressamente vietate da esso.

### Motociclette impiegate
La totale libertà per telaio e sospensioni fece sì che le moto schierate in gara conservassero solo il motore delle loro controparti stradali "omologate" per la Formula TT. Spesso erano delle special in esemplare unico, come la Laverda RGS 1000 TT1 del 1982, ma alla Formula TT partecipavano principalmente le realizzazioni in piccola serie dei reparti corse delle case motociclistiche, come la Ducati 900 TT1 pilotata da Mike Hailwood al TT del 1978, derivata dalla Ducati 900 SS. Col tempo la parentela delle moto da gara con quelle stradali si fece sempre più lontana.
Prendiamo ad esempio la stagione 1984 (la prima con il limite di 750 cc per la TT-F1) vinta da Joey Dunlop con la Honda: la casa giapponese omologò la VF750, una moto di categoria Sport Touring e quindi non concepita secondo i dettami delle massime prestazioni in pista, per poi costruire intorno al suo motore V4 una vera moto da competizione denominata RS750R, dotata di una ciclistica fortemente ispirata alla NS500 da Gran Premio e alla sua doppia culla chiusa in tubi quadri di alluminio abbinata alla sospensione posteriore con monoammortizzatore e sistema Pro-Link.

## Storia

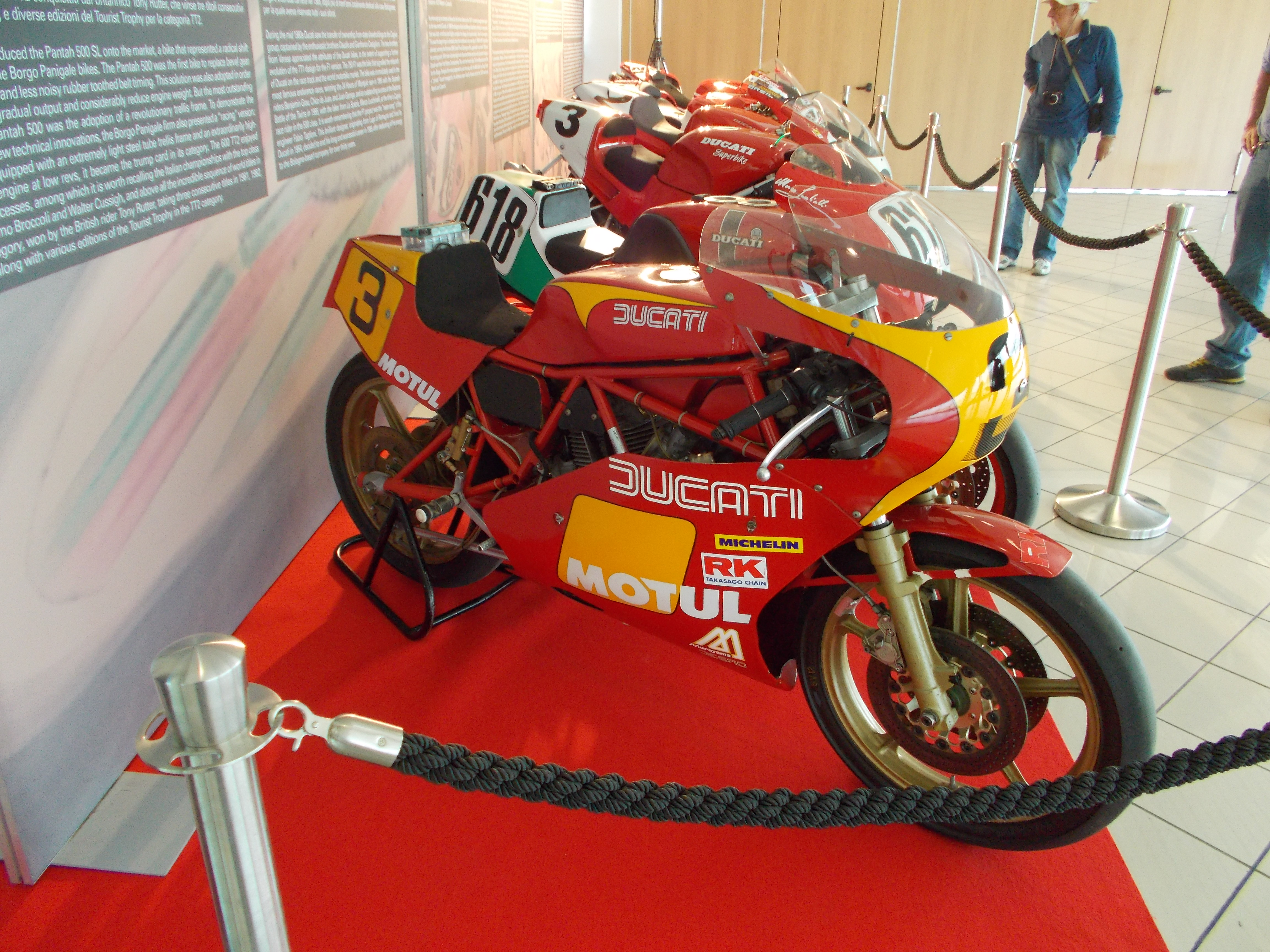
La Ducati 600 TT2, quattro volte iridata in Formula 2

La prima edizione si svolse nel 1977 in occasione del TT di quell'anno, e vide la vittoria di Phil Read in Formula 1, di Alan Jackson junior in Formula 2 e di John Kidson in Formula 3, tutti su Honda. Il campionato fu disputato sul solo Mountain Circuit nel biennio 1977-78 (quest'ultima edizione divenne celebre per la vittoria di Mike Hailwood su Ducati in F1).
Nel 1979 divenne valido per il campionato anche il GP dell'Ulster, fuori dal giro del Motomondiale dal 1971.
Il 1982 vide due novità: l'eliminazione della Formula 3 e una nuova gara, svoltasi su un circuito stradale a Vila Real, in Portogallo. Gli anni ottanta videro una progressivo incremento dell'interesse per la Formula TT e un conseguente aumento delle gare: il Mondiale corse durante quegli anni anche ad Assen, Brno, Donington, Hockenheim, Hungaroring, Kouvola, Imatra, Misano Adriatico, Montjuïc, Pergusa, Sugo, Zolder.
Per la stagione 1984 la FIM decise di ridurre la cilindrata massima ammessa per i motori delle moto di Formula 1 (e al contempo anche per le moto del Mondiale Endurance), portandolo da 1000 cm³ a 750 cm³, con l'intento di aumentare la sicurezza dei piloti diminuendo le prestazioni dei mezzi: infatti nei primi anni ottanta le potenze dei motori da un litro schierati dai team ufficiali erano perfino superiori a quelle delle 500 cm³ da Gran Premio spinte da motori a due tempi, spingendo così la federazione al cambio regolamentare.
A partire dall'edizione 1987 rimase solo la Formula 1: quell'edizione fu vinta da Virginio Ferrari che con la sua Bimota YB4 R sconfisse il pluricampione Joey Dunlop, pur senza partecipare al Tourist Trophy e al GP dell'Ulster in polemica per la pericolosità dei rispettivi tracciati. Quella combattutissima stagione fu l'apice del successo per la Formula TT, che dall'anno successivo iniziò a subire la concorrenza del neonato Campionato mondiale Superbike, una nuova serie ideata dall'ex-pilota statunitense Steve McLaughlin con lo scopo di offrire agli spettatori lo stesso spettacolo della TT-F1, permettendo al contempo ai Team ed alle Case di mantenere un'elevata competitività a costi più ridotti, obbligando le case a produrre a e mettere in vendita dai concessionari almeno 1000 esemplari della moto di serie da cui derivare quella da corsa da iscrivere al campionato.
Il successo della Superbike segnò la fine della Formula TT, che venne declassata a Coppa del Mondo nel 1990, prima di essere cancellata alla fine di quell'anno, non senza aver lanciato Carl Fogarty. Il Tourist Trophy vedrà comunque disputarsi gare della categoria Formula 1 fino al 2004.

## Albo d'oro

### Piloti
| Stagione | Formula 3            | Formula 2                    | Formula 1                           |
| -------- | -------------------- | ---------------------------- | ----------------------------------- |
| 1977     | John Kidson (Honda)  | Alan Jackson jr. (Honda)     | Phil Read (Honda)                   |
| 1978     | Bill Smith (Honda)   | Alan Jackson jr. (Honda)     | Mike Hailwood (Ducati 900 TT1)      |
| 1979     | Barry Smith (Yamaha) | Alan Jackson jr. (Honda)     | Ron Haslam (Honda)                  |
| 1980     | Ron Haslam (Honda)   | Charlie Williams (Yamaha)    | Graeme Crosby (Suzuki XR 69)        |
| 1981     | Barry Smith (Yamaha) | Tony Rutter (Ducati 600 TT2) | Graeme Crosby (Suzuki XR 69 S)      |
| 1982     |                      | Tony Rutter (Ducati 600 TT2) | Joey Dunlop (Honda)                 |
| 1983     |                      | Tony Rutter (Ducati 600 TT2) | Joey Dunlop (Honda RS850R e RS920R) |
| 1984     |                      | Tony Rutter (Ducati 600 TT2) | Joey Dunlop (Honda RS750R)          |
| 1985     |                      | Brian Reid (Yamaha)          | Joey Dunlop (Honda RVF 750)         |
| 1986     |                      | Brian Reid (Yamaha)          | Joey Dunlop (Honda RVF 750)         |
| 1987     |                      |                              | Virginio Ferrari (Bimota YB4 R)     |
| 1988     |                      |                              | Carl Fogarty (Honda RC30)           |
| 1989     |                      |                              | Carl Fogarty (Honda RC30)           |
| 1990     |                      |                              | Carl Fogarty (Honda RC30)           |

### Costruttori
Fonte
| Stagione | Formula 3 | Formula 2 | Formula 1 |
| -------- | --------- | --------- | --------- |
| 1980     | Yamaha    | Yamaha    | Suzuki    |
| 1981     | Yamaha    |           | Suzuki    |
| 1982     |           | Ducati    | Honda     |
| 1983     |           | Ducati    | Honda     |
| 1984     |           | Yamaha    | Honda     |
| 1985     |           | Yamaha    | Honda     |
| 1986     |           | Yamaha    | Suzuki    |
| 1987     |           |           | Suzuki    |
| 1988     |           |           | Honda     |
| 1989     |           |           | Honda     |

## Altre competizioni
Sebbene nate per il loro specifico campionato, le motociclette della Formula TT ebbero ampio impiego anche in altre competizioni, come il British Road Racing Championship, la 8 Ore di Suzuka (dal 1978 al 1992), la 200 Miglia di Daytona (dal 1977 al 1984) e il Mondiale Endurance (a partire dal 1980 e adattate alla lunghezza delle gare), il Gran Premio motociclistico di Macao e l'All-Japan Formula One Championship, dove la TT Formula 3 è sopravvissuta più a lungo che nel mondiale grazie a un vasto mercato interno per i motoveicoli di 400 cm³.
Anche in Italia la Formula TT ha avuto un buon successo agli inizi degli anni ottanta, con il proprio campionato nazionale di Formula TT lanciato nel 1980 per le categorie Juniores Nazionali, Juniores e Gentleman. Tale competizione attirò anche costruttori affermati come la Ducati, che nel 1981 realizzò la 600 TT2 (che in seguito portò Tony Rutter a 4 titoli mondiali di Formula 2) e per la stagione 1984 la elaborò traendone la meno competitiva 750 TT1 (evoluta poi nella Ducati 750 F1 vincitrice del titolo nazionale 1985 con Virginio Ferrari) e come la Laverda, che nel 1982 realizzò appositamente una piccola serie della 600 TT2 e la RGS 1000 TT1, esemplare unico, degne di nota anche le partecipazioni della Bimota con la sua YB4 prima versione R e successivamente versione E.I., con i piloti Virginio Ferrari, Davide Tardozzi, Fabrizio Pirovano, Andrea Comitini e Gianluca Galasso; vi fu interesse anche per le piccole cilindrate, tanto che esisteva anche un campionato italiano TT Formula 4 per moto di cilindrate inferiori a quelle della TT Formula 3 (spinte da motori 2 tempi da oltre 50 fino a 125 cm³ e 4 tempi da oltre 50 fino a 200 cm³), dove le Moto Villa hanno ottenuto successi a ripetizione con Gianola (1981), Cadalora (1982) e Vittorio Gibertini (1983).